# Embid de Ariza
Embid de Ariza ist eine spanische Gemeinde in der Comunidad de Calatayud, in der Provinz Saragossa, in der Autonomen Gemeinschaft Aragonien. Die Gemeinde liegt auf 675 m ü. d. M. und hat eine Fläche von 41 km² mit 29 Einwohner (Stand: 2024).

## Geographie
Das Dorf wird von Norden nach Süden vom Fluss Henar, auch bekannt als Fluss Argadir, durchquert. Das Dorf liegt am Ufer des Flusses zwischen hohen Steinbrüchen, wo die Schlucht, die vom Standort der Ermita de Santa Quiteria kommt, zusammentrifft. Im Süden befindet sich ein kleiner Weiler, der als "Casa de la Vega" bekannt ist. Es gibt noch einen weiteren Fluss namens "regatillo", den man sich mit Villalengua teilt und der in den Fluss Monegrillo mündet. Die Gemeinde wird von der schmalen und kurvenreichen Straße A-2501 durchquert, die vom Kilometer 200 der A-II in Cetina (Zaragoza) über Embid de Ariza in die Provinz Soria (Kastilien und León) führt und durch die Nachbarorte Cihuela und Deza verläuft. Es gibt auch einen Waschplatz mit Thermalwasser, das ist der, der das Dorf versorgt.